# Estadio Roberto Bettega
El Estadio Roberto Bettega es un estadio de fútbol de Paraguay, situado en el barrio Zeballos Cué de Asunción.
En este estadio, con capacidad para 7000 personas. El recinto lleva el nombre del exfutbolista y dirigente italiano, Roberto Bettega, semifinalista con la selección italiana en la Eurocopa 1980 y semifinalista en el Mundial Argentina 1978. También aportó un porcentaje de inversión para la edificación de este estadio.
En mayo de 2014, Francisco Ocampo, propietario del inmueble y presidente del club Tacuary, anunció la venta del 100% del predio a una empresa portuaria denominada San Francisco S.A., con el fin de saldar una importante deuda bancaria. No obstante, el equipo seguirá utilizando el escenario por el resto del año hasta retornar a su sede original (Barrio Jara, de Asunción), en 2015.
El 18 de noviembre de 2014 se disputa el último encuentro de fútbol en este escenario entre Tacuary y General Caballero ZC con el resultado de 0-3 por la vigésimo novena fecha del torneo de la División Intermedia.
Por varios años tras su venta el estadio no había sido demolido ni utilizado como depósito de contenedores, como se había publicado en diferentes páginas deportivas. Seguía intacto y utilizado en forma privada.
A finales de octubre de 2018 se anunció que finalmente el estadio será demolido para la construcción de un hospital privado. Lo cual hasta el día de hoy no se produjo, el estadio sigue intacto.

## Partidos Internaciones Oficiales

### Copa Libertadores 2005
| 2 de febrero de 2005, 20:30 (UTC-3) | Tacuary                              | 2:2 (1:1) | Palmeiras               | Estadio Roberto Bettega, Asunción |                         |
|                                     | Lorenzo Silva 26' · Carlos Leite 81' | Reporte   | Magrão 36' · Warley 57' | Árbitro(s): René Ortubé           | Árbitro(s): René Ortubé |

### Copa Sudamericana 2012
| 24 de julio de 2012, 20:30 (UTC-4) | Tacuary | 0:1 (0:0) | Cobreloa              | Estadio Roberto Bettega, Asunción |                             |
|                                    |         | Reporte   | Patricio Troncoso 77' | Árbitro(s): Oscar Maldonado       | Árbitro(s): Oscar Maldonado |